# Гезер Мак-Дермід
Гезер Мак-Дермід (англ. Heather McDermid, 17 жовтня 1968) — канадська академічна веслувальниця.
Срібна призерка Олімпійських Ігор 1996 року в складі вісімки, бронзова призерка 2000 року в складі вісімки.
Бронзова призерка Чемпіонату світу 1999 року в складі вісімки.